# 沙河乡 (双江县)
沙河乡（佤语：sa hex:1134），是中华人民共和国云南省临沧市双江拉祜族佤族布朗族傣族自治县下辖的一个乡镇级行政单位。

## 行政区划
沙河乡下辖以下地区：
尹甸社区、土戈村、南布村、允俸村、忙开村、邦协村、邦木村、陈家村、平掌村、营盘村、下吧哈村和布京村。